# Adama Tamboura
Adama Tamboura est un footballeur international malien né le 18 mai 1985, né à Bamako, Mali. Il a notamment participé à la Coupe d'Afrique des nations 2008 avec l'équipe du Mali.

## Carrière
- 1991-2006 :  Djoliba AC
- 2006-jan.2010 :  Helsingborgs IF
- Jan.2010-2012 :  FC Metz
- Depuis 2012 :  Randers FC[1],[2],[3]